# Sergej Semjonov
Sergej Viktorovitj Semjonov (ryska: Сергей Викторович Семёнов), född den 10 augusti 1995 i Tula, är en rysk brottare som tävlar i grekisk-romersk stil.
Semjonov tog OS-brons i 130 kg-klassen i samband med de olympiska tävlingarna i brottning 2016 i Rio de Janeiro.